# Jordanska džamija u Sarajevu
Jordanska džamija (poznata i kao Džamija kraljice Ranije), džamija u Sarajevu. Nalazi se u sastavu Medžlisa Islamske zajednice Sarajevo, u okvirima Sarajevskog muftiluka.

## Povijest
Džemat Grbavica I. osnovan je krajem 1996. godine na tek reintegriranom području općine Novo Sarajevo. Obuhvata dijelove naselja Grbavica, Kovačići, Vraca i Pofalići. Broj domaćinstava je oko 2.000. Džemat ima novu džamiju koja je otvorena  2002. godine (kamen temeljac postavljen krajem 1999.). Džamija se nalazi u Grbavičkoj ulici, a njenu izgradnju je financirala Hašemitska kraljevina Jordan (odnosno kraljica Ranija), pa je poznata i kao Jordanska džamija. Vakufska imovina u džematu je džamija sa stanom za imama, mektebom, poslovnim i pratećim prostorima i velikim haremom. U džamiji se obavlja svih dnevnih namaza, džuma, bajrami, održava se mektebska nastava, kursevi za odrasle, različiti programi i tribine.

## Vanjske poveznice
- Jordanska džamija  Arhivirana inačica izvorne stranice od 3. ožujka 2022. (Wayback Machine)